# Vivian Malone Jones

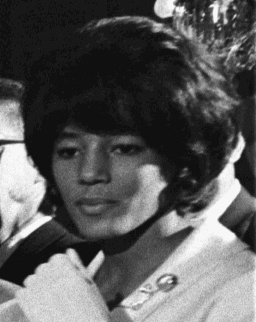
Vivian Malone Jones (1965)

Vivian Juanita Malone Jones (* 15. Juli 1942 in Mobile; † 14. Oktober 2005 in Atlanta) war eine US-amerikanische Bürgerrechtlerin.

## Leben
Vivian Malone war die älteste Tochter des Tischlers Willie Malone und des Dienstmädchens Bertha Malone. Sie begann ihr Studium am afroamerikanischen Alabama Agricultural and Mechanical College.
Malone war neben James Hood eine der ersten beiden schwarzen Studenten der University of Alabama, an der zuvor nur Weiße studieren durften. Obwohl der Oberste Gerichtshof die Praxis der Rassentrennung an Universitäten bereits 1954 im Fall Brown v. Board of Education für verfassungswidrig erklärt hatte, hatten sich die Universitäten der Südstaaten bis dahin geweigert, schwarze Studenten aufzunehmen. Die Aufnahme von Malone und Hood war für viele weiße Rassisten ein Skandal. Als die beiden Studenten sich am 11. Juni 1963 einschreiben wollten, blockierte ihnen der Gouverneur von Alabama George Wallace den Weg in die Universität. Wallace wollte damit symbolisch sein Wahlversprechen einlösen, „die Rassentrennung jetzt, die Rassentrennung morgen und die Rassentrennung auf ewig“ zu bewahren. Erst nach wiederholter Aufforderung durch den stellvertretenden Justizminister Nicholas Katzenbach, der von der Nationalgarde von Alabama begleitet wurde, räumte Wallace den Studenten den Weg. Dieser Zwischenfall, der als Stand in the Schoolhouse Door bekannt wurde, erregte die Aufmerksamkeit des gesamten Landes. Die Immatrikulation Malones und Hoods repräsentierten einen großen Erfolg für die Bürgerrechtsbewegung.
Malone machte als BWL-Studentin an der Alabama University gemischte Erfahrungen. Oftmals wurde sie von der Regierung Alabamas, der Universitätsleitung und ihren Kommilitonen diskriminiert und bedroht. Dennoch konnte sie mit einigen ihrer Kommilitonen enge Freundschaften knüpfen. 1965 erhielt sie als erste Afroamerikanerin ihren Bachelor von der Alabama University. Hood hatte sein Studium abgebrochen. Während ihres Studiums hatte Vivian Malone ihren zukünftigen Ehemann Mack Arthur Jones getroffen, der zu dem Zeitpunkt am afroamerikanischen Stillman College studierte. Gemeinsam hatten sie zwei Kinder.
Nach ihrem Studium konnte Vivian Malone Jones in Alabama keine Arbeit finden. Sie zog daher nach Washington, D. C., wo sie für das Justizministerium im Voter Education Project tätig war. 1969 zog sie mit ihrem Mann nach Atlanta. Dort arbeitete sie zunächst in einem Kriegsveteranenhospital und später für die Environmental Protection Agency. 1996 wurde sie Mitarbeiterin eines Versicherungsunternehmens, der MONY Life Insurance Company of America.
1996 wurde Jones von George Wallace mit dem Lurleen B. Wallace Award for Courage ausgezeichnet, der nach Wallace’ verstorbener Frau benannt war. Im Gespräch über den Stand in the Schoolhouse Door sagte Wallace ihr, dass er das getan habe, was er damals für richtig hielt, es heute allerdings nicht wiederholen würde. Die Preisverleihung galt als Symbol der Vergebung für den ehemaligen Gouverneur. 1998 nahm Jones an der Beerdigung von Wallace teil. Jones wurde 2000 die Ehrendoktorwürde der University of Alabama verliehen. Außerdem benannte die Universität ein Stipendium nach ihr.
Jones verstarb 2005 in Atlanta an einem Schlaganfall.